# Beagle-Klasse
Die sechzehn Zerstörer der Beagle-Klasse der Royal Navy liefen in den Jahren 1909 und 1910 vom Stapel. Sie waren die letzten Zerstörer der britischen Marine mit Kohlefeuerung und dienten vor allem bei der Mittelmeerflotte. Nach dem Ende des Ersten Weltkriegs wurden sie ausgemustert.

## Geschichte
Die Beagle-Klasse der Royal Navy, die 1913 offiziell in G-Klasse umbenannt wurde, war eine Klasse von 16 Zerstörern, die im Haushalt 1908/1909 bestellt wurde und 1909 und 1910 vom Stapel lief. Nach den ölgefeuerten Zerstörern der Tribal- oder F-Klasse von 1905 und dem Einzelschiff Swift 1907 kehrte man mit der Beagle-Klasse zu einem kleineren, besser einsetzbaren Typ zurück, wenn auch noch erheblich größer als die Zerstörer der River- oder E-Klasse. Die Bedenken der Admiralität hinsichtlich der Verfügbarkeit von Öl in einem Kriegsfall führten dazu, dass die Beagle-Klasse als Brennstoff wieder Kohle verwendete.
Anders als die vorangehenden Reihen hatte die Beagle-Klasse ein einheitlicheres Aussehen mit drei Schornsteinen, auch wenn deren Durchmesser je nach Werft variierte. Ursprünglich für fünf 12-Pfünder-Geschütze konstruiert, erhielten sie ein einzelnes 4-Zoll-Geschütz, wie bei der Tribal-Klasse eingeführt, und nur drei 12-Pfünder-Geschütze. Dazu erhielten sie die auf der Swift eingeführten 21-Zoll-Torpedos.

## Einsatz
Zuerst wurden die Zerstörer der Beagle-Klasse ab 1910 in der 1. Zerstörerflottille eingesetzt, deren Führerschiff der Scout HMS Boadicea war. 1912 ersetzte die neue Acheron-Klasse sie in der 1. Zerstörerflottille der Home Fleet und die Beagle-Klasse verlegte ins Mittelmeer.
Die Schiffe der Beagle-Klasse wurden während des Ersten Weltkrieges vor allem im Mittelmeer eingesetzt.
Alle sechzehn bildeten bei Kriegsausbruch die Zerstörerflottille der britischen Mittelmeerflotte (5th Flotilla). Acht gehörten zum Verband des Konteradmirals Ernest Troubridge, der den Zugang zur Adria kontrollieren sollte. Die Zerstörer Beagle und Bulldog befanden sich am 6. August 1914 mit dem Leichten Kreuzer Dublin auf dem Marsch von Malta zur griechischen Küste, um Troubridges Verband zu verstärken. Sie sollten mit einem Torpedonachtangriff die Goeben auf ihrem Marsch in die Ägäis stoppen. Sie entdeckten in der Nacht zwar deren Begleiter, den Kleinen Kreuzer Breslau, verfehlten aber den Schlachtkreuzer, so dass die deutschen Schiffe schließlich unbehelligt in die Türkei entkamen.
1915 wurden die Zerstörer der Beagle-Klasse besonders während des alliierten Angriffes auf die Dardanellen eingesetzt. Neun wurden zu schnellen Minensuchern umgebaut, da die üblichen Fischdampfer in der in den Dardanellen herrschenden starken Strömung nicht eingesetzt werden konnten und auch zu langsam ihre Positionen angesichts der türkischen Artillerie einnahmen. Diese Aufgabe entfiel, als der Plan des Durchbruches durch die Meeresstraße aufgegeben wurde. Einige dienten dann als schnelle Artillerieunterstützung in einzelnen Landungsabschnitten (z. B. Wolverine und Scorpion bei Kap Helles).
Bei Kriegsende befand sich keines der Boote mehr im Mittelmeer. Von den verbliebenen dreizehn Booten taten sieben (Bulldog, Harpy, Mosquito, Savage, Grasshopper, Scorpion, Scourge) bei der 4. Zerstörerflottille in Devonport Dienst und die anderen sechs (Beagle, Foxhound, Basilisk, Grampus, Renard, Rattlesnake) waren bei der 2. Flottille in Londonderry. Auch die drei Kriegsverluste waren an den westlichen Zufahrten zum Vereinigten Königreichs eingetreten.
Da mit Kohle betrieben, galten alle Boote bei Kriegsende als veraltet und wurden bis 1921 zum Abbruch verkauft.

## Die Schiffe
- HMS Beagle – gebaut bei John Brown & Company, Clydebank, BauN°387, vom Stapel am 16. Oktober 1909, 995 ts, zum Abbruch verkauft am 1. November 1921 an Fryer, Sunderland[2]
- HMS Bulldog – gebaut bei John Brown & Company, Clydebank, BauN°388, vom Stapel am 13. November 1909, 995 ts, zum Abbruch verkauft am 21. September 1920 an Ward, Rainham[3]
- HMS Foxhound – gebaut bei John Brown & Company, Clydebank, BauN°389, Kiellegung im April 1909, vom Stapel am 11. Dezember 1909, Fertigstellung am 28. Mai 1910 953 ts, zum Abbruch verkauft am 1. November 1921 an Fryer, Sunderland[4]
- HMS Harpy – gebaut bei J. Samuel White & Company, Cowes, vom Stapel am 27. November 1909, zum Abbruch verkauft am 1. November 1921
- HMS Basilisk – gebaut bei J. Samuel White & Company, Cowes, vom Stapel am 9. Februar 1910, zum Abbruch verkauft am 1. November 1921
- HMS Grasshopper – gebaut bei Fairfield Shipbuilding & Engineering Company, Govan, BauN°464, Kiellegung am 16. April 1909, vom Stapel am 22. Oktober 1909, Fertigstellung am 6. Juli 1910, 923 ts, zum Abbruch verkauft am 1. November 1921 nach Sunderland[5]
- HMS Mosquito – gebaut bei Fairfield Shipbuilding & Engineering Company, Govan, BauN°465, Kiellegung am 22. April 1909, vom Stapel am 27. Januar 1910,  Fertigstellung am 11. August 1910, 925 ts, zum Abbruch verkauft am 31. August 1920 an Ward, Rainham[6]
- HMS Scorpion – gebaut bei Fairfield Shipbuilding & Engineering Company, Govan, BauN°466, Kiellegung am 3. Mai 1909, vom Stapel am 19. Februar 1910, Fertigstellung am 24. August 1910, 916 ts, zum Abbruch verkauft am 26. Oktober 1921 an Barking Shipbreaking[7]
- HMS Nautilus – gebaut bei Thames Ironworks and Shipbuilding Company, Bow Creek, London, vom Stapel am 30 March 1910, umbenannt in HMS Grampus am 16. Dezember 1913, zum Abbruch verkauft am 21. September 1920
- HMS Pincher – gebaut bei William Denny & Brothers, Dumbarton, BauN°878, Kiellegung am 20. Mai 1909, vom Stapel am 15. März 1910, Fertigstellung am 2. September 1910, 975 ts, Totalverlust am Seven Stones reef, westlich Land’s End 24. Juli 1918, 13 Tote[8]
- HMS Renard – gebaut bei Cammell Laird & Company, Birkenhead, vom Stapel am 13. November 1909, zum Abbruch verkauft am 31. August 1920
- HMS Wolverine – gebaut bei Cammell Laird & Company, Birkenhead, vom Stapel am 15. Januar 1910, 1914 Flottillenführer der Mittelmeerflotte, gesunken nach Kollision mit der Sloop HMS Rosemary im Lough Foyle am 12. Dezember 1917, 2 Tote
- HMS Racoon – gebaut bei Cammell Laird & Company, Birkenhead, vom Stapel am 15. Februar 1910, während eines Schneesturms an der Irischen Küste am 9. Januar 1918 aufgelaufen und sinkt mit der gesamten Besatzung (91 Tote)
- HMS Rattlesnake – gebaut bei London & Glasgow Shipbuilding Company, Glasgow, BauN°337, Kiellegung am 29. April 1909, vom Stapel am 14. März 1910, Fertigstellung am 4. August 1910, 946 ts, zum Abbruch verkauft am 9. Mai 1921 an Ward, Milford Haven[9]
- HMS Savage – gebaut bei John I. Thornycroft & Company, Woolston, bei Southampton, vom Stapel am 10. März 1910, zum Abbruch verkauft am 9. Mai 1921
- HMS Scourge – gebaut bei R. W. Hawthorn Leslie & Company, Hebburn, BauN°431, Kiellegung am 9. März 1909, vom Stapel am 11. Februar 1910, Fertigstellung am 27. August 1910, 874 ts, zum Abbruch verkauft am 9. Mai 1921[10]

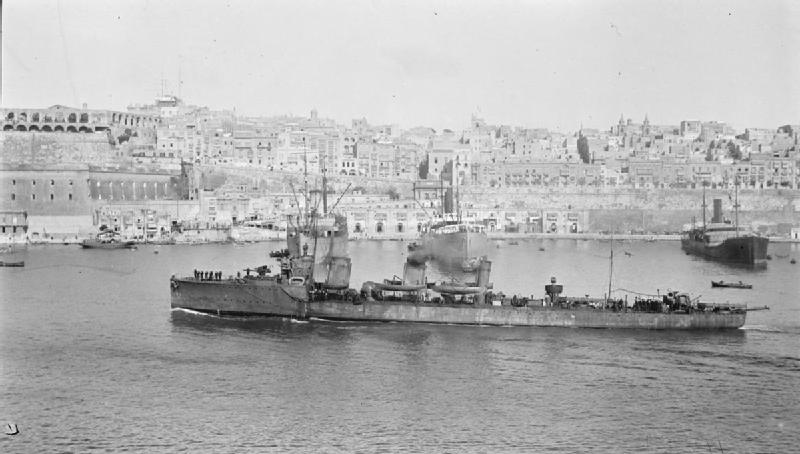
HMS Grampus
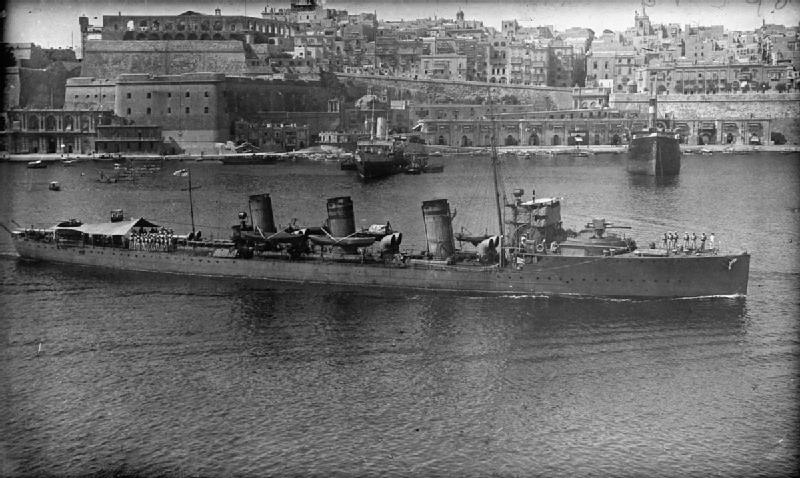
HMS Scorpion verlässt den Hafen von Malta
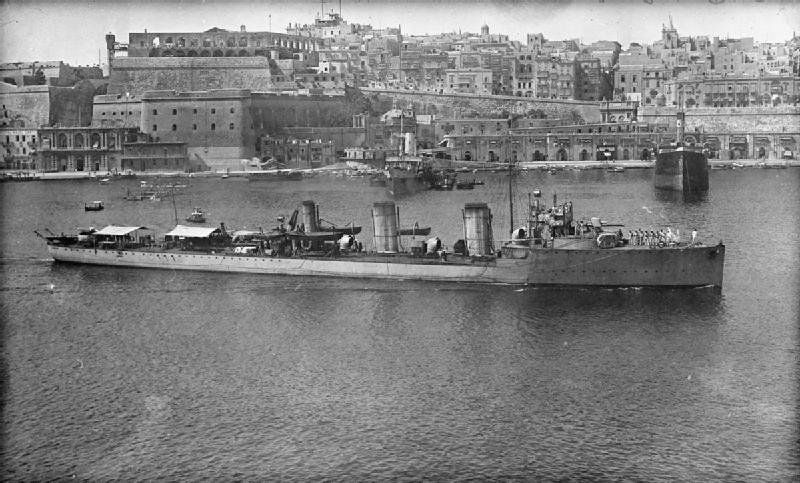
HMS Basilisk vor Malta
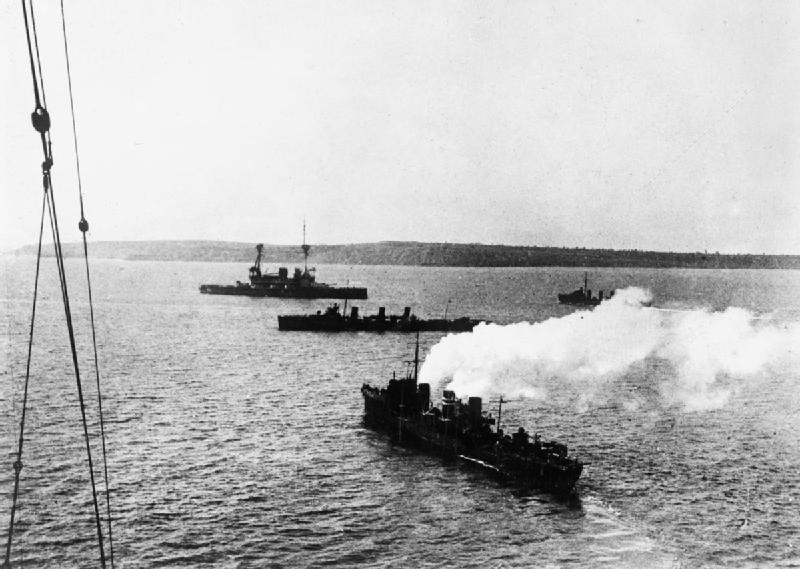
HMS Racoon als Minensucher in den Dardanellen